# Продакшн-музыка
Продакшн-музыка (жарг. продакшн от англ. production) — музыка, написанная специально для включения в аудио и аудиовизуальные произведения — музыку кино, телепрограммы и радиопередачи, оформление теле- и радиостанции, рекламные ролики, веб-сайты, видеоигры и др. В отличие от музыки, созданной специально для конкретного аудиовизуального произведения в момент его создания по заданию заказчика, продакшн-музыка сочинена и записана ранее для применения в типичных по характеру произведениях.

## Качество
Качество не уступает, и в ряде случаев выше даже высокобюджетных проектов, так как производители продакшн-библиотек не стеснены рамками времени и в определенной степени финансовыми рамками, а также могут привлекать практически любые средства (композиторов, исполнителей, оркестры и т. п.) для построения выверенного музыкального образа. Режиссёр, изначально имеющий характерные примеры продакшн-музыки, выстраивает процесс съемки и последующий монтажный процесс в русле заранее определенного темпо-ритма, что позволяет достичь гармоничной связки видео и звуковой составляющей.

## Представление
Продакшн-музыка — обычно неопубликованные инструментальные музыкальные произведения, созданные по определенным правилам, и представленные в особом виде в продакшн-библиотеке каждого производителя. Имя каждого произведения обычно состоит из:
- префикса библиотеки (несколько латинских букв)
- номера сборника
- номера трека
- номера версии трека (не всегда)